# Estação Ferroviária de Paialvo

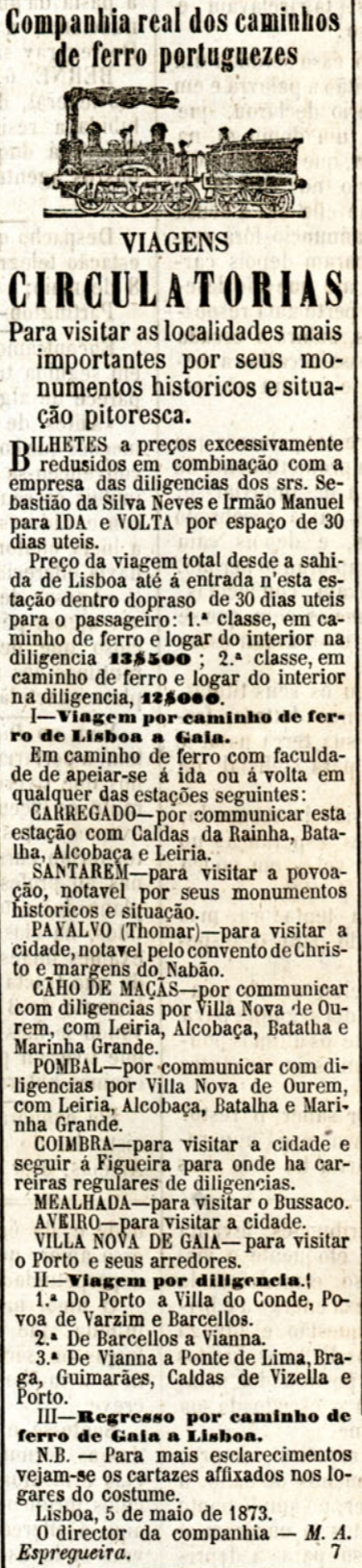
Anúncio de 1873 da Companhia Real: “Payalvo” como a gare de acesso à cidade de Tomar.

A estação ferroviária de Paialvo, originalmente denominada de Paialvo - Tomar, (nomes anteriormente grafados como "Payalvo" e "Thomar") e posteriormente como Paialvo - Porto da Lage, é uma gare ferroviária da Linha do Norte, situada no concelho de Tomar, em Portugal.

## Descrição

### Localização e acessos
Esta interface é servida pela EN349-3 e situa-se em Porto da Lage, no limite ocidental do concelho de Tomar (freg. Madalena e Beselga), junto à fronteira com o de Torres Novas, onde se localiza Vales de Cima (freg. Assentiz), a localidade vizinha mais próxima da estação; a localidade nominal primária situa-se a mais de dois quilómetros, para sul-sudeste, contrastando com a localidade nominal secundária, em cujo aglomerado urbano a interface se insere.

### Infraestrutura
Como apeadeiro numa linha de via dupla, esta interface apresenta-se nas duas vias de circulação (I e II) cada uma acessível por plataforma — ambas com de 145 m de comprimento e 93 cm de altura. O edifício de passageiros situa-se do lado nordeste da via (lado direito do sentido ascendente, a Campanhã).

### Serviços
Em dados de 2023, esta interface é servida por comboios de passageiros da C.P. de tipo suburbano, tipicamente com onze circulações diárias em cada sentido, entre Coimbra e Entroncamento, e de tipo regional.

## História

### Inauguração
Esta interface faz parte do troço entre Entroncamento e Soure da Linha do Norte, que abriu à exploração em 22 de Maio de 1864.

### Ligação prevista a Tomar
Por volta de 1887, três empresários pediram autorização para construir uma linha entre a estação de Paialvo e a localidade de Tomar, no sistema americano, com a via assente na Estrada Real, e deviam ser utilizadas locomotivas a vapor. Devido aos procedimentos legais e à necessidade de novos estudos, este projecto só teve aprovação cerca de 10 anos depois, na sessão de 28 de Maio de 1897 do Conselho Superior de Obras Públicas. No entanto, os requerentes encontraram várias dificuldades, uma vez que insistiram em tentar formar uma companhia apenas com capitais portugueses; por outro lado, o progresso da tracção eléctrica na transição para o Século XX tornou recomendável o uso deste sistema na linha, o que obrigou à realização de novos estudos. Em 9 Setembro de 1902, o general bôer J. F. Pienaar, refugiado em Portugal, pretendeu construir um caminho de ferro eléctrico também do tipo americano, embora este requerimento tenha encontrado a oposição por parte dos concessionários do projecto original, alegando que tinham prioridade. Em Outubro, o general Pienaar fez uma nova petição, para um caminho de ferro de tracção eléctrica entre o Entroncamento e Tomar. Em Abril de 1903, o deputado Salter Cid solicitou a concessão de uma linha de tracção eléctrica entre Paialvo e Tomar, tendo os concessionários originais voltado a reclamar, e insistido que lhes fosse passado o alvará.

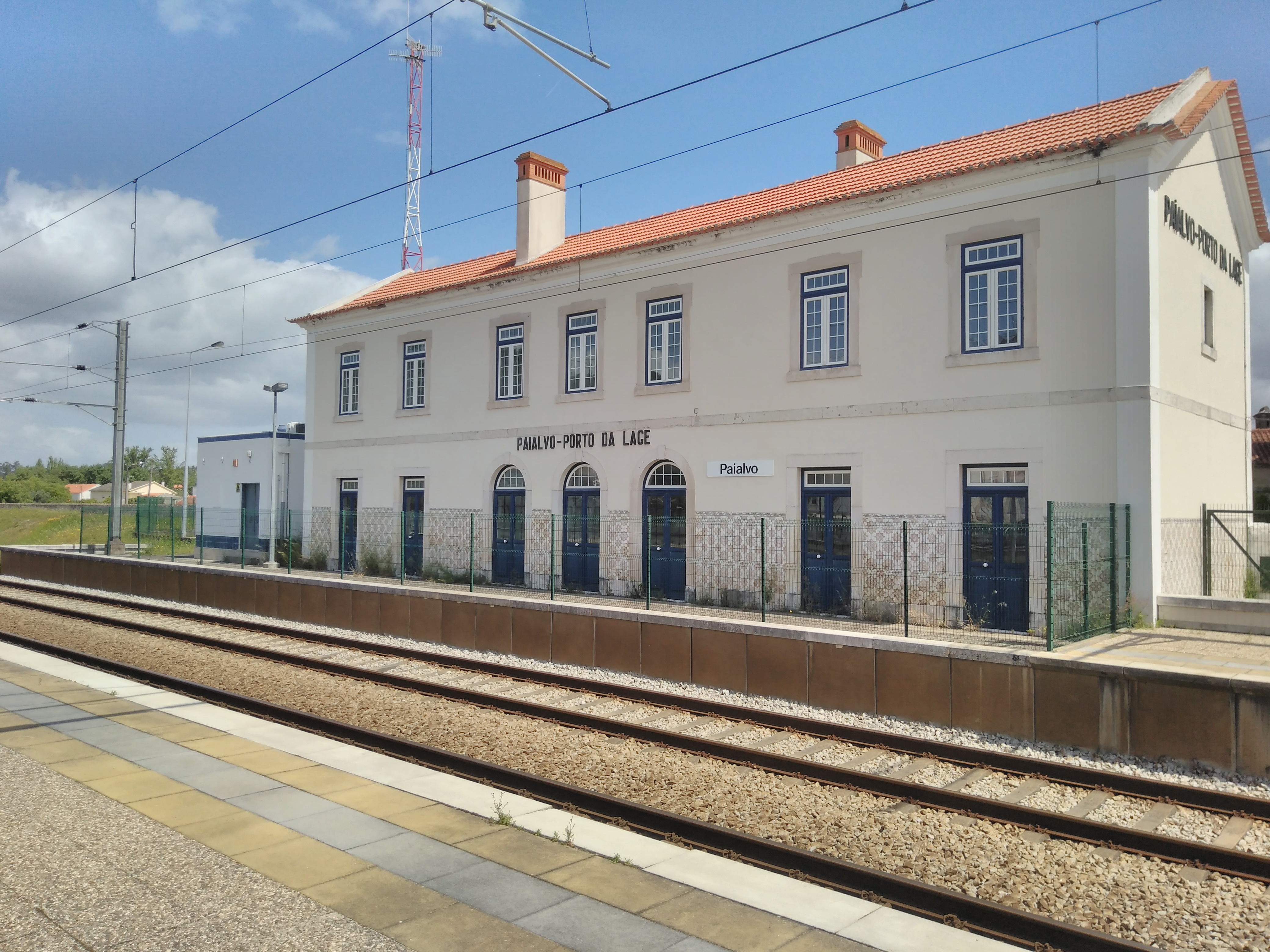
Edifício de passageiros de Paialvo em 2019, com greademento na plataforma, impossibilitando o acesso aos passageiros.

Após estas tentativas infrutíferas, a Câmara Municipal de Tomar foi autorizada em 18 de Julho de 1913 a tomar conta deste projecto; o ponto inicial da ligação a Tomar foi alterado para a Lamarosa por portarias de 15 de Março de 1916 e 14 de Maio de 1926, tendo o ramal entrado ao serviço em 24 de Setembro de 1928.

### Século XX
Em 1913, existiam serviços de diligências da estação de Paialvo para as povoações de Água de Todo o Ano, Barqueiros, Cabaços, Castanheira de Pera, Calçadas, Cercal, Cruz das Almas, Faleiros, Figueiró dos Vinhos, Ferreira do Zêzere, Pintado, Rego da Murta, Cem Soldos, Cernache do Bonjardim, Tomar, Vales de Cima, Venda Nova, Venda dos Tremoços, e Vendas de Maria. A diligência entre Paialvo funcionava originalmente como uma mala posta, tendo sido depois substituída pela Empresa Auto Onibus, que utilizava veículos automóveis.
Em Novembro de 1915, estavam a ser construídas casas para a habitação de pessoal junto à estação de Paialvo.

Em 1988 este interface tinha ainda categoria de estação, mas em 2011 era já oficialmente considerado como apeadeiro.